# 西武学園医学技術専門学校
西武学園医学技術専門学校（せいぶがくえんいがくぎじゅつせんもんがっこう）は、医療・福祉の分野の教育を目的とした専門学校である。1978年に設立された。

## 沿革
- 1966年 - 西武栄養料理学院開設（所沢市）
- 1978年 - 西武学園医学技術専門学校開設（臨床検査技師・栄養士科：所沢市）
- 2005年 - 西武学園医学技術専門学校義肢装具学科開設（都内初）（新宿）、西武学園医学技術専門学校言語聴覚学科開設（池袋）
- 2024年 - 2025年度（令和7年4月入学）より臨床検査技師科の学生募集停止を決定

## 設置学科
- 臨床検査技師科 ※2025年度（令和7年4月入学）より学生募集停止
- 栄養士科
- 言語聴覚学科
- 義肢装具学科

## 所在地
- 所沢校 埼玉県所沢市泉町1806
- 東京池袋校 東京都豊島区東池袋3-9-3
- 東京新宿校 東京都新宿区百人町2-5-9

## 姉妹校
- 西武文理大学
- 西武文理大学附属調理師専門学校
- 西武学園文理中学校・高等学校
- 西武学園文理小学校